# École nationale supérieure d’ingénieurs du Mans
Pour les articles homonymes, voir ENSIM.
L’École nationale supérieure d’ingénieurs du Mans (ENSIM) est l'une des 204 écoles d'ingénieurs françaises accréditées au 1er septembre 2022 à délivrer un diplôme d'ingénieur.
Composante de Le Mans Université, l'ENSIM a été créée en 1995. C'est l'une des 35 écoles d'ingénieurs du concours GEIPI et est associée au réseau Polytech. Elle est basée sur le campus universitaire du Mans. L'école comprend un cycle préparatoire intégré (2 ans) et un cycle d'ingénieurs (3 ans). Il s'agit de la seule école d'ingénieurs proposant un cycle ingénieur complet autour de l'acoustique. Elle propose aussi une formation en instrumentation pour l'environnement et en informatique.

## Présentation générale de la formation
L'ENSIM forme des ingénieurs spécialisés en Acoustique & Instrumentation et Informatique. Dans chacune de ces deux spécialités, deux parcours sont proposés à partir de la moitié du cycle ingénieur.
Pour l'Acoustique & Instrumentation, les parcours proposés sont :
- Vibrations, Acoustique (VA) où l'objectif concerne la réduction du bruit des machines, la réduction du bruit dans les transports, l'amélioration du confort dans les habitacles. Ce parcours prend en compte les aspects quantitatifs, mais aussi qualitatifs avec des formations autour de la psychoacoustique.
- Instrumentation pour l'Environnement (IE), très multidisciplinaire (acoustique, optique, thermique, chimique) où l'objectif est de former des ingénieur.e.s en instrumentation capables de concevoir ou d'améliorer des dispositifs de mesure ou de contrôle pour différents secteurs de l’industrie et en particulier celui de l’environnement.

Pour l'Informatique, les parcours proposés sont : 
- Interaction Personnes Systèmes (IPS) prenant en compte les sciences cognitives pour l'élaboration et la conception d'interfaces entre l'humain et la machine (visuel, tactile, auditif, etc.), en particulier centrés sur l'utilisateur (ux design[3]...).
- Architecture des Systèmes Temps Réel et Embarqués (ASTRE) qui comprend pour une grande part la programmation de systèmes embarqués et la télécommunication. Ce parcours est fortement lié au développement d'objets communicants.

## Admission
L'admission en première année du cycle préparatoire se fait par le biais du concours Geipi Polytech pour les bacheliers. Quelques admissions sur dossier peuvent aussi se faire en deuxième année du cycle préparatoire pour des étudiants issus de L1, mais ce recrutement reste très marginal.
L’admission en troisième année (première année du cycle d’ingénieur) peut se faire :
- par le passage à partir du cycle préparatoire intégré,
- via le concours e3a-Polytech[4],
- via le concours ATS[5] (pour les BTS),
- via le concours GEIDIC[6] (pour les étudiants Khâgne B/L),
- via le concours eg@[7] (étudiants en provenance de certaines écoles d’Afrique),
- sur dossier pour les étudiants en provenance de L2, L3, LPro, BUT2 et BUT3,
- sur dossier dans le cadre d’échanges internationaux.

L’admission en quatrième année concerne des étudiants en double inscription provenant d’établissements partenaires à l’étranger.
Quelques étudiants étrangers peuvent intégrer la cinquième année dans le cadre de semestres d’échange avec des écoles partenaires.

## Histoire
Fondée en 1995, l'ENSIM avait pour but la formation d’ingénieurs généralistes en systèmes de mesures, vibrations et acoustique. Les cours se déroulaient alors dans les bâtiments de l'IUT, en section Mesures Physiques, à quelques centaines de mètres de ses futurs locaux.
Le 1er décembre 1997, les élèves de l'ENSIM prennent possession de leur nouveau bâtiment, rue Aristote. L'édifice, réalisé conjointement par Christian Hauvette et Bernard Dufournet affiche une SHON de 5 000 m2 et un coût de 4 millions d'euros. L'ouverture de l'école, à proximité de l'ISMANS, s'inscrit dans la dynamique de développement d'un pôle d'ingénierie sur le site universitaire du Mans.
En 2009 la spécialité Informatique (également scindée en deux parcours, ASTRE et IPS) est ouverte.
En 2011, l'école entre dans le groupe Geipi Polytech et propose depuis un cycle préparatoire intégré sur concours. Depuis 2013, l'école permet aux étudiants en provenance de classes préparatoires lettres et sciences sociales (prépa littéraire khâgne B/L) d'intégrer la branche Interaction Personnes Systèmes (IPS) de la section Informatique via le concours Geidic.
En 2014, la possibilité de se former en alternance apparait pour la spécialité Acoustique et Instrumentation. Depuis septembre 2022, l'alternance est également proposée pour la spécialité Informatique.

## Historique des directeurs de l'ENSIM
- Michel Rousseau, de 1995 à 2000
- Jean-Marc Breteau, de 2000 à 2005
- Yves Guillotin, de 2005 à 2007
- Pascal Leroux, de 2007 à 2017
- Jean-François Tassin, de 2017 à 2022
- Charles Pezerat, depuis octobre 2022[11]

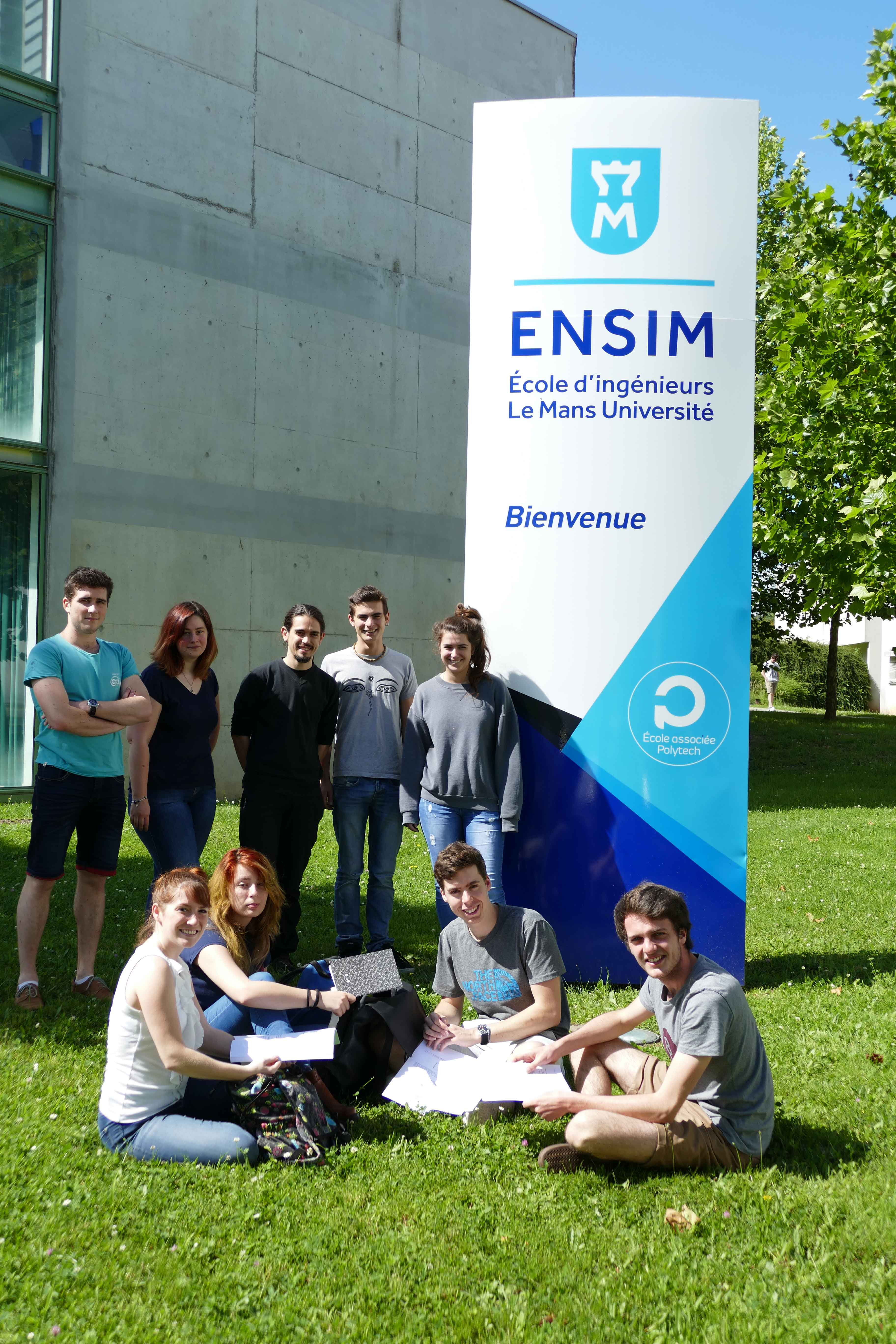
Extérieur du bâtiment.

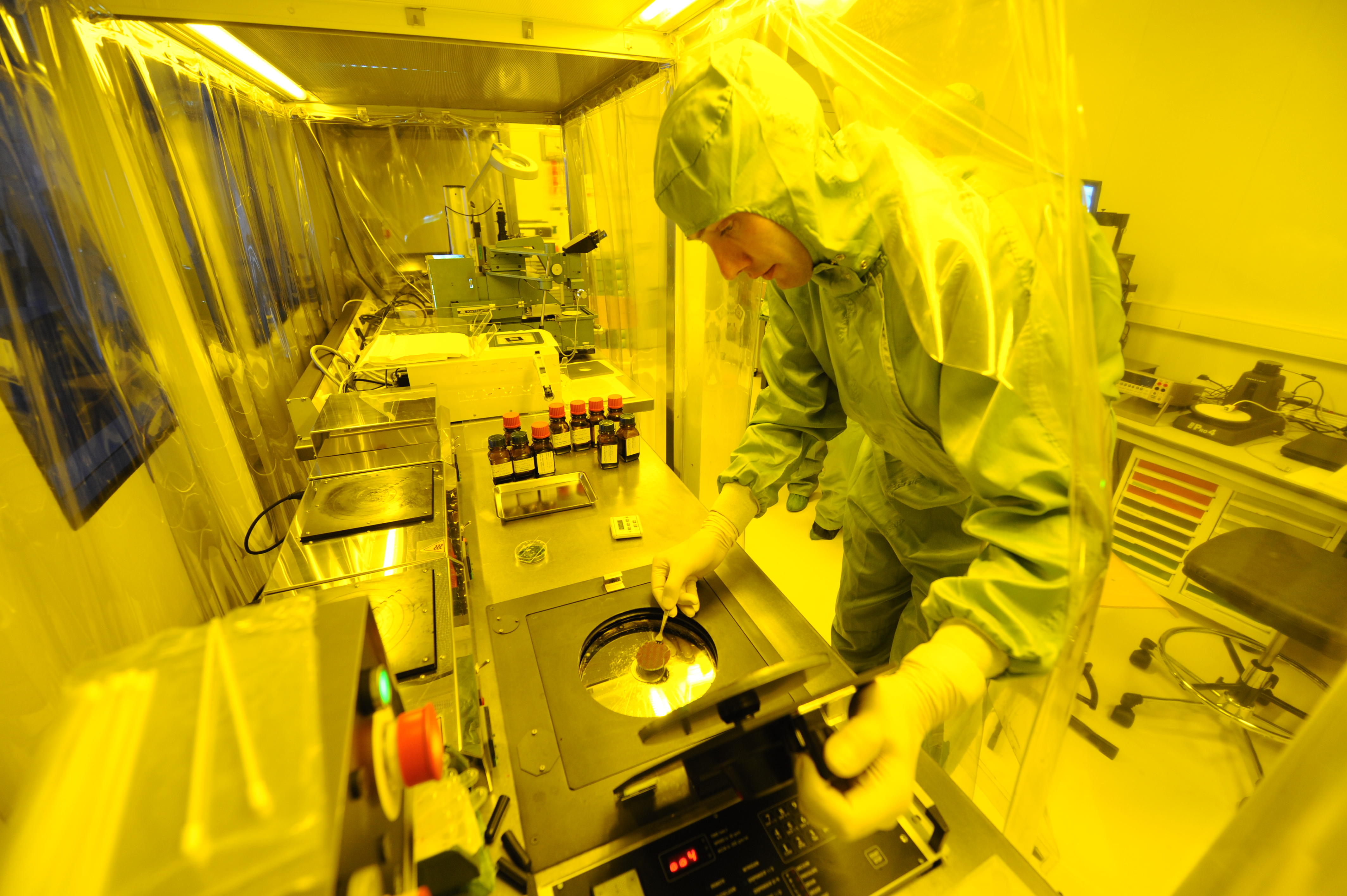
Salle blanche de l'ENSIM.

## Vie étudiante - Associations
Comme la plupart des écoles d'ingénieurs, la vie associative des élèves de l'ENSIM est très active.[réf. nécessaire]
La vie associative des élèves est gérée par les étudiants, avec trois association majeures : BDLC, BDE, Gala de l'Ensim.
L'école possède de nombreuses associations comme :
- Bureau des élèves: réalise l'intégration des nouveaux étudiants, et divers événements festifs pour les étudiants de l'école.

- ENSIM'Elec : avec la participation tous les ans à la Coupe de France de Robotique[13]. Les meilleurs classements ont été obtenus en 2010 (12/148) et en 2014 (9/156) et en 2023 (5e ex-æquo dans la catégorie Senior sur 80 équipes)
- Gala de l'ENSIM : organisation de la soirée annuelle de remise des diplômes et de divers événements festifs pour les étudiants du campus.
- ENSIMERSION : association autour de la réalité virtuelle
- FORUM ENSIM : association organisatrice du Forum Entreprises annuel dont la première édition a été créée en octobre 2021

- Le Bureau Des Loisirs et Culture (BDLC) : association qui regroupe tous les clubs présents dans l'école.
  - Cultu'rel-mans : club de musique ;
  - Trublion du plato : club jeux de société ;
  - Kfet : gestion de la cafétéria de l'école ;
  - Kvern : club œnologie ;
  - Enigma : club jeux vidéo ;
  - Club MAO ;
  - K[art]el : club d'art ;
  - Ensimien : Journal de l'école.
- VASI (association de l'université hébergé au sein de l'ensim): partage de connaissances en acoustique et électronique, réalisation de différents projets liés à l'audio (construction d'enceintes, d'amplificateurs, etc.)

## Architecture et bâtiment

### Architecture
Le bâtiment livré en 1997 se distingue des constructions classiques. Avec l'idée de faire un bâtiment simple, « loin des métaphores », les architectes prennent le contre-pied des réalisations alentour : l'ENSIM est un volume à la géométrie régulière, aligné sur rue, qui se distingue des formes chahutées du campus par le jeu des lignes horizontales en façade. Le bâtiment prend la place d'un chemin creux originalement présent sur le terrain. La rue centrale reprend la topographie du chemin en étant incliné. La rue suit le terrain naturel présent pour terminer dans l'amphithéâtre. Les architectes ont pris soin de conserver une partie du chemin creux dans le prolongement ouest de l'école. Cet espace entre les arbres historiques est le seul poumon vert de l'école.
La simplicité du plan et de la structure, doublée d'un bon ratio façades-surfaces de planchers, ont permis de concentrer les moyens financiers sur l'enveloppe, travaillée dans l'épaisseur. Le bâtiment se distingue par des planchers réalisés sur pilotis, dégageant une grande surface latérale sur les extérieurs de la structure. Une poutre posée en console lie la trame en façade. Sa largeur - 70 cm - et le réglage de son altitude en font un plan de travail dans lequel sont discrètement intégrés les courants forts et les courants faibles. Ce plan dissimule aussi partiellement le chauffage, en partie basse. Les surfaces extérieures sont composées exclusivement de surfaces vitrées.
Le coloris unique vert, aujourd'hui décrié, a été choisi par Christian Hauvette, en référence au vert traditionnel des machines-outils. La construction ne s'en fond que mieux dans le ciel et le pré original de 1997.
Selon les mots de l'architecte Bernard Dufournet « Vitrée et ventilée, la façade double peau combine des châssis coulissants suspendus à l'intérieur et des ventelles orientables à l'extérieur, système mis au point pour le rectorat des Antilles. Les élèves de l'Ensim travaillant sur les mécanismes d'asservissement, les ventelles sont ici forcément motorisées »
La construction atypique de la façade pensée comme une peau qui gérerait les apports climatiques. Pour contourner la lourdeur des menuiseries d'un double vitrage, les architectes désolidarisent les deux verres. Le premier à l'intérieur est coulissant, simplement posé sur un châssis, sans bord latéral. Cette conception, ne peut remplacer une isolation double vitrage. Ainsi, la température intérieure du bâtiment est parfois difficilement supportable. Pour créer des zones d'ombre et rafraichir la surface ouest, des arbres sont plantés en 2005. Cela ne suffit pas et implique des travaux de rénovation thermique prévus courant 2024-2025.
Rénovation thermique et agrandissement : le financement a été accordé pour une réhabilitation thermique des façades de l’école d’ingénieurs. Une extension de 2 000 m2 sera également érigée, devenue nécessaire en raison de l’augmentation du nombre d’étudiants accueillis à l’Ensim. Montant : 13,2 millions d’euros. L'extension est prévue sur le seul espace arboré de l'établissement, provoquant une réticence des habitants.

### Organisation du bâtiment
L'organisation d'origine du bâtiment en forme de L inversé, est répartie en fonction des utilisations :
- Au rez-de-chaussée de l'extrémité nord, l'amphithéâtre ainsi que la cafétéria. Créer un ensemble mixte permettant d'accueillir étudiants et conférenciers.
- Au rez-de-chaussée la partie nord du couloir, est destiné aux associations estudiantines, la proximité du lieu de vie de la cafétéria dispose de 9 bureaux destinés aux associations.
- Au rez-de-chaussée la partie sud, dans le prolongement de l'espace associatif (séparation marquée par une porte coupe-feu) l'espace administratif : comprenant les bureaux de la scolarité et de la direction.
- Au rez-de-chaussée en parallèle de la rue centrale en direction du sud, s'enchaine une salle de cours et d'évaluation, le laboratoire de langues, ainsi qu'un logement de fonction.
- Au rez-de-chaussée à la base du L (sud), une grande halle d'essais est créée pour répondre aux divers projets étudiants et de recherche.
- À l'étage, la partie sud à la base du L, est destinée aux salle projets et TP.
- À l'étage, la partie Nord est destinée au cours en travaux dirigés.
- À l'étage, le couloir Ouest est destiné à accueillir les bureaux des enseignants.

Au cours de son utilisation et à la suite de la création de la filière informatique, l'organisation d'origine a été revue :
Des salles informatiques ont pris place dans la partie nord-ouest à l'étage. Les salles historiquement destinées aux travaux dirigés sur tables ont été peu à peu équipées d'ordinateurs. La zone projet, a été transformée en zone de travaux dirigés. Les salles de TP sont aujourd'hui majoritairement regroupées dans la zone sud du bâtiment le long de la rue centrale supérieure. Le logement a été détruit et transformé en salle se repos et salle de travail durant l'été 2022. L'espace associatif a été réduit et transformé en bureau administratif, face à l'augmentation du nombre d'étudiants.